# Manifest de Sandhurst

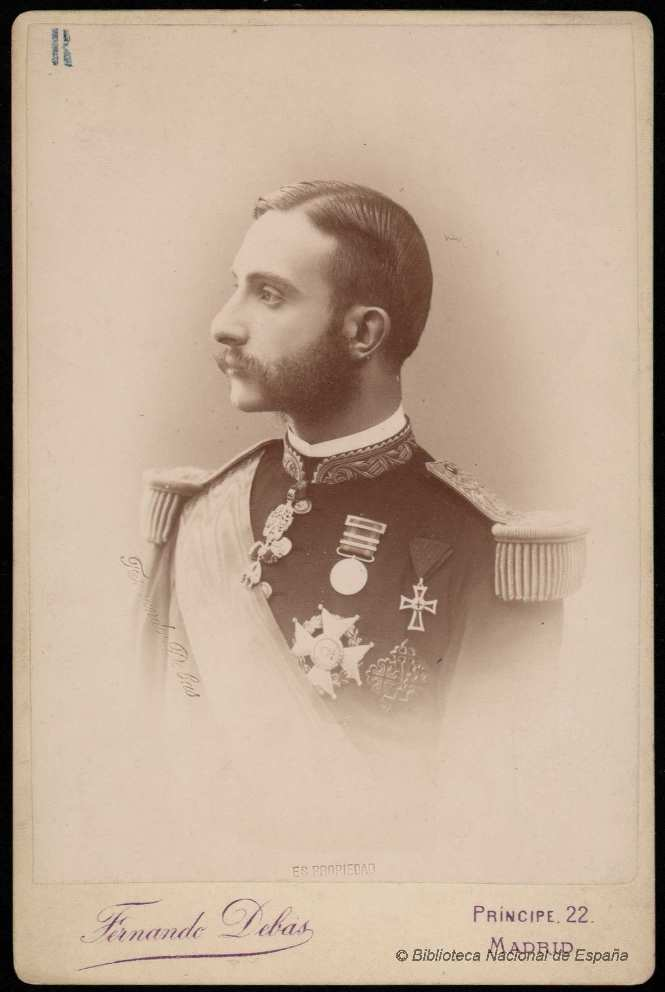
Fotografia del jove rei Alfons XII.

El Manifest de Sandhurst fou un manifest de caràcter polític firmat l'1 de desembre de 1874 pel llavors príncep Alfons de Borbó (futur rei Alfons XII d'Espanya), mentre es trobava a l'exili, a Anglaterra. En el document el jove palesava la seva disposició per convertir-se en rei i s'hi mostrava partidari d'una monarquia parlamentària.

## Antecedents històrics
Alfons XII era fill de la reina Isabel II d'Espanya i havia complert 17 anys el 28 de novembre de 1874. Es trobava exiliat després de la revolució de 1868, que va destronar la seva mare. Havia estudiat en diversos països i va acabar la seva formació a la Reial Acadèmia Militar de Sandhurst.
A Espanya, després de la revolució de 1868, s'havien succeït diferents règims en un període conegut com el Sexenni Democràtic. L'any 1874 havia caigut la Primera República, després del cop del general Pavía i el poder estava en mans del general Serrano.
Antonio Cánovas del Castillo havia col·laborat en la redacció del Manifest de Manzanares (1854) i havia ocupat diversos càrrecs en els governs de la Unió Liberal. Durant el Sexenni Democràtic, va crear el 'Partido Alfonsino', i a partir de 1873 va passar a dirigir la tornada en tota regla dels Borbons a Espanya, fins al punt d'arribar a convertir-se en el veritable artífex de la restauració borbònica.

## El manifest
El manifest va ser firmat pel príncep el dia 1 de desembre de 1874, mentre realitzava els seus estudis a l'acadèmia militar de Sandhurst, a Anglaterra. El manifest es va redactar formalment amb el pretext de contestar les felicitacions rebudes en complir disset anys, que comportava la majoria d'edat. El document va ser ideat i elaborat per Antonio Cánovas del Castillo, i s'hi donava a conèixer el nou sistema polític que es volia implantar: una monarquia constitucional, és a dir, un nou règim monàrquic de tipus conservador i catòlic que defensava l'ordre social però que garantia el funcionament del sistema polític liberal. El manifest acabava proclamant les essències fonamentals que havien de regir el seu regnat: «…ni deixaré de ser bon espanyol ni, com tots els meus avantpassats, bon catòlic, ni, com a home del segle, veritablement liberal».
El manifest es va publicar a la premsa espanyola el 27 de desembre. Dos dies després, el 29 de desembre, el general Martínez Campos va realitzar un aixecament militar a Sagunt, tot proclamant rei d'Espanya Alfons XII. L'aixecament no va trobar gran oposició en el país. Cánovas del Castillo ràpidament va assumir el ministeri-regència a l'espera del rei, cosa que va suposar l'inici de la restauració borbònica.